# Tertres tumulaires de la Gaudinais
Pour les articles homonymes, voir Tertres tumulaires.
Les tertres tumulaires de la Gaudinais, appelés aussi Pillons Garougneaux, sont trois tumuli situés à Langon dans le département français d'Ille-et-Vilaine.

## Description
Le premier tertre (A) est isolé à environ 300 m au nord des deux autres (B) et (C).
Le  tumulus A, de forme vaguement ellipsoïdale, est orienté est-ouest. Il mesure 17 m de long pour 8 m de large. Des 20 blocs signalés au XIXe siècle qui en délimitaient le pourtour, il n'en demeure désormais que 17 (16 en quartz, 1 en schiste). Leur hauteur oscille entre 0,50 m et 1,50 m. Le tumulus aurait été fouillé par le propriétaire du château de la Gaudinais à une date indéterminée ; des armes en bronze y auraient été trouvées.
Le tumulus B est en grande partie ruiné. D'une largeur d'environ 14 m, il est orienté est-ouest. Quatre blocs de quartz émergent en son centre.
Le tumulus C est situé à une cinquantaine de mètres du tumulus B. De forme oblongue, sa largeur est d'environ 11 m. Il est lui aussi orienté selon un axe est-ouest. Il comporte une douzaine de blocs en quartz.
Entre les tertres B et C, un petit affleurement naturel en schiste comporte au moins cinq cupules.

## Légende associée
L'origine du mot garougnaux dériverait du mot « loup-garou ». Selon Yves Cariou, le site était le lieu  où « se réunissaient pour accomplir leurs rites secrets, les confrères de cette secte pillarde et magique des loups-garous, grands détrousseurs des voyageurs solitaires en ribote au retour des foires ».